# Copenaghen Open 1998
Il Copenhagen Open 1998 è stato un torneo di tennis giocato sul sintetico indoor. È stata l'11ª edizione del Copenaghen Open che fa parte della categoria International Series nell'ambito dell'ATP Tour 1998. Si è giocato a Copenaghen in Danimarca dal 9 al 15 marzo 1998.

## Campioni

### Singolare
Magnus Gustafsson ha battuto in finale  David Prinosil con il punteggio di 3–6, 6–1, 6–1

### Doppio
Tom Kempers /  Menno Oosting hanno battuto in finale  Brett Steven /  Jan Siemerink con il punteggio di 6–4, 7–6